# جسر جوزي جيتي
جسر جوزي جيتي (بالأوردو: نٹی جیٹی کا پل) هو جسر يقع في مدينة كراتشي السند، والذي يربط المدينة بميناء كراتشي. وهو من أقدم الجسور في كراتشي.

## التاريخ
بدأ الميناء الحديث عملياته في عام 1854 خلال فترة الحكم البريطاني عندما تم إنشاء مول لربط المدينة بالميناء. بعد سنوات قليلة تم بناء جسر جوزي جيتي مع جسور مهمة أخرى في المنطقة. بسبب الازدحام المروري المتزايد تم إنشاء جسر جديد أوسع هو جسر جناح، واستبدال الجسر القديم.
اليوم تم تحويل الجسر القديم إلى شارع للطعام وأطلق عليه اسم مجمع بورت جراند للأغذية والترفيه.